# Alexander Bergström
Alexander Bergström, född 18 januari 1986 i Osby, Skåne län, är en svensk professionell ishockeyspelare som säsongen 2022/23 spelar för Karlskrona HK i Hockeyettan.  
Bergströms moderklubb är Osby IK. Säsongen 2002/03 (16 år gammal) började han spela för Rögle BK:s J20 i Superelit, samma säsong blev han upplockad till klubbens A-lag och gjorde där sammanlagt sex matcher. Det fortsatte i samma mönster i tre säsonger till, samt att han blev utlånad till division 1-klubbarna Tyringe SoSS och Jonstorps IF, vid totalt två tillfällen. 2006 fick han ett kontrakt med Olofströms IK och gjorde 60 poäng på 41 matcher, under säsongen 6/7 som också var hans enda för klubben. Efter säsongen i Olofström så bytte Bergström till den Allsvenska klubben IK Oskarshamn, och var där i två säsonger. Bergström flyttade sedan till Borås där han spelade för Borås HC och gjorde samma antal säsonger där som han gjorde i Oskarshamn. Efter säsongen så återvände han till Rögle och Ängelholm där han var med och spelade 52 matcher under säsongen. Bergström fortsatte sitt farande till olika klubbar och skrev ett nytt kontrakt, nämligen med IF Malmö Redhawks. Inför säsongen 13/14 lämnade han sin dåvarande klubb IF Malmö Redhawks för spel i Karlskrona. I Karlskrona lossnade det rejält för Bergström poängmässigt. Han gjorde fyra säsonger för klubben. De två första säsongerna i Karlskrona (13/14 14/15) så var det spel i Allsvenskan som gällde, tills klubben 2015 oväntat avancerade till SHL, Bergström fick spela kvar i KHK. Den 24 oktober 2016 kom beskedet att Bergström var uttagen till Tre Kronor för att representera Sverige i träningsturneringen Karjala Cup i Finland mellan 3 och 6 november 2016. Efter säsongen 2016/2017 lämnade Bergström Karlskrona för spel med HK Sibir Novosibirsk i den ryska högstaligan KHL.